# Robert Lewandowski
Robert Lewandowski (uitspraak: [ˈrɔbɛrt lɛvanˈdɔfski]) (Warschau, 21 augustus 1988) is een Pools profvoetballer die doorgaans speelt als spits voor FC Barcelona. Hij wordt beschouwd als een van de beste spitsen aller tijden. Lewandowski debuteerde in 2008 in het Pools voetbalelftal, in een WK-kwalificatiewedstrijd tegen San Marino. Hierin maakte hij direct zijn eerste interlanddoelpunt.
Lewandowski werd anno 2020 de eerste speler in Europa die de treble (landkampioenschap, nationale beker en UEFA Champions League) won en in alle drie de competities ongedeeld topscorer was. In datzelfde jaar werd hij verkozen tot zowel UEFA Men's Player of the Year als The Best FIFA Men's Player. In het seizoen 2020/21 verbrak Lewandowski het legendarische record van "Der Bomber" Gerd Müller van 40 Bundesliga-doelpunten in een seizoen door in de 90e minuut van de laatste wedstrijd van het seizoen zijn 41e doelpunt te maken. Voor dit aantal had hij door een blessure en een wedstrijd rust slechts 29 wedstrijden nodig.

## Clubcarrière

### Polen
Lewandowski speelde bij diverse clubs in lage competitiedivisies. In 2006 kwam hij terecht bij Znicz Pruszków, dat toentertijd speelde in de II liga, de derde divisie van Polen. Lewandowski eindigde als topscorer van het seizoen 2006/07 met zestien doelpunten en dwong met Znicz promotie af; de volgende jaargang speelde hij in de I liga. Lewandowski miste van de 34 competitiewedstrijden van het seizoen 2007/08 alleen twee duels, beide door een schorsing na het krijgen van drie gele kaarten. In 32 wedstrijden maakte Lewandowski 21 doelpunten, waardoor hij wederom topscorer werd. Zijn scorend vermogen wekte de interesse van topclub Lech Poznań, dat in het voorjaar van 2008 zijn belangstelling voor Lewandowski kenbaar maakte bij de clubleiding van Znicz. In juni 2008 rondden de clubs de transfer af en tekende Lewandowski een contract voor vier seizoenen.
Op 17 juli 2008 maakte Lewandowski zijn debuut voor Poznań in een voorronde van de UEFA Cup tegen de Azerbeidzjaanse club FK Khazar Lenkoran. Hij viel na rust in; in de 76ste minuut maakte hij vervolgens het enige doelpunt van de wedstrijd. Ook in de volgende ronde tegen Austria Wien was Lewandowski beslissend met een doelpunt en een assist. Poznań zou uiteindelijk in Lewandowski's eerste seizoen bij de club de achtste finale van het toernooi bereiken, waarin Udinese over twee duels met 3–4 te sterk zou zijn. In de Ekstraklasa 2008/09 maakte Lewandowski zijn debuut in de eerste speelronde op 8 augustus tegen GKS Bełchatów. Ook bij dit competitiedebuut maakte Lewandowski een doelpunt. In het seizoen 2008/09 speelde hij mee in alle wedstrijden in de Ekstraklasa, waarin hij veertien doelpunten maakte (zes assists). Daarmee eindigde Lewandowski voor het derde seizoen op rij – en wederom een divisie hoger – bovenaan de topscorerslijst, niet op de eerste plaats, maar achter Paweł Brożek en Takesure Chinyama (beiden 19). In het seizoen 2009/10 was Lewandowski achttien maal trefzeker in de Ekstraklasa en eindigde hij als topscorer. Met zijn club werd hij landskampioen door op 15 mei 2010 Zagłębie Lubin met 2–0 te verslaan.

### Borussia Dortmund
Na zijn tweede seizoen bij Poznań hadden meerdere Europese clubs interesse in een overname van Lewandowski. PSV stuurde in het voorjaar van 2010 scouts naar Polen om hem te bekijken, net als onder meer FC Twente, Genoa CFC, Blackburn Rovers en Bayer 04 Leverkusen. Lewandowski koos uiteindelijk voor Borussia Dortmund; in juni 2010 werd de transfer afgerond en tekende hij een contract voor vier seizoenen, tot juni 2014. Lewandowski maakte zijn debuut in het elftal van Dortmund in de eerste ronde van de DFB-Pokal tegen SV Wacker Burghausen (0–3 winst). Na een uur spelen verving hij de Paraguayaan Lucas Barrios, die in de vierde minuut de score had geopend. In de Bundesliga speelde Lewandowski zijn eerste wedstrijd op 11 augustus 2010, de eerste speeldag van het competitieseizoen 2010/11, tegen Bayer 04 Leverkusen. Hij startte niet in het basiselftal, maar verving Sebastian Kehl na een uur, toen de eindstand al op een 0–2 nederlaag was bepaald. Naast Lewandowski maakte een andere Pool, Łukasz Piszczek, ook zijn debuut voor Dortmund in deze wedstrijd. Een maand later speelde hij voor het eerst een wedstrijd in een internationaal clubtoernooi: op 16 september werd de uitwedstrijd in de groepsfase van de UEFA Europa League in Lviv tegen Karpaty Lviv met 3–4 gewonnen. Lewandowski speelde in het seizoen 2010/11 alle Europese wedstrijden van Dortmund; de club werd in de groepsfase uitgeschakeld na een beslissend gelijkspel in december tegen Sevilla FC, dat met één punt verschil ten koste van Dortmund doorging naar de volgende ronde. Zijn eerste doelpunt in dienst van Dortmund maakte Lewandowski op 19 september in Gelsenkirchen op bezoek bij FC Schalke 04 (1–3 winst). Als basisspeler van Dortmund miste Lewandowski in het competitieseizoen 2010/11 alleen de derde wedstrijd tegen VfL Wolfsburg. Van augustus tot december won Dortmund alle competitiewedstrijden (plus één gelijkspel) met Lewandowski als maker van vijf doelpunten. Voor de winterstop had Dortmund zodoende reeds een voorsprong van elf punten op de nummer twee van de Bundesliga opgebouwd. In de tweede seizoenshelft speelde Lewandowski alle wedstrijden, voornamelijk als schaduwspits achter Lucas Barrios. Op 30 april 2011 was hij de maker van het beslissende doelpunt in het duel tegen 1. FC Nürnberg (2–0 winst); met de overwinning was Dortmund twee weken voor het einde van het seizoen zeker van het landskampioenschap. Het was Lewandowski's tweede landstitel op rij na de winst van de Ekstraklasa in 2010 met Poznań. Met zijn acht doelpunten (drie assists) in zijn eerste seizoen in de Duitse competitie eindigde hij niet als topscorer – ook eindigde hij niet in de top twintig van het topscorersklassement, dat werd aangevoerd door Mario Gómez (28 doelpunten). Bij Dortmund had Lewandowski dan ook een lager aantal basisplaatsen en dus speelminuten dan bij Poznań: 15 om 28, met respectievelijk 1585 en 2520 minuten speeltijd.
In het seizoen 2011/12 was Lewandowski een basisspeler bij Dortmund. Daar waar hij in het voorgaande seizoen achter spits Barrios gepositioneerd stond, was hij nu wel centrale aanvaller. Barrios liep in de zomer van 2011 een blessure op, waardoor hij aan het begin van het nieuwe seizoen niet meer de vaste keuze in de aanval was voor trainer Jürgen Klopp; toen Lewandowski in de eerste weken van het seizoen meerdere malen trefzeker was, behield hij zijn basisplaats en moest Barrios definitief plaatsnemen op de reservebank. In alle 34 wedstrijden in de Bundesliga stond Lewandowski in de basis; geen enkele aanvaller in Duitsland stond langer op het veld in het seizoen 2011/12 en bij Dortmund kregen alleen doelman Roman Weidenfeller en verdediger Mats Hummels meer speeltijd. Op 8 oktober 2011 maakte Lewandowski in de competitiewedstrijd tegen FC Augsburg (4–0) de eerste hattrick in zijn carrière in het betaald voetbal. Twee doelpunten vielen voor rust, met in de 75ste minuut Mario Götze als maker van het derde doelpunt op aangeven van Lewandowski en hijzelf drie minuten later met de voltooiing van zijn eerste drietal doelpunten. In december werd Lewandowski uitgeroepen tot Pools voetballer van het jaar, voor teamgenoot Łukasz Piszczek en Arsenal-doelman Wojciech Szczęsny. Met Dortmund behaalde Lewandowski gedurende het seizoen meerdere malen grote overwinningen, waaronder een 5–0 zege op Köln, een 5–1 zege in de thuiswedstrijd tegen VfL Wolfsburg, en een 5–2 overwinning op Bayern München in de finale van het Duitse bekertoernooi, waarin Lewandowski zijn tweede hattrick van het seizoen maakte. Op 5 mei 2012, toen Borussia Dortmund reeds zijn landstitel had geprolongeerd, maakte Lewandowski in de laatste wedstrijd in de Bundesliga van de jaargang 2011/12 tegen SC Freiburg nog twee doelpunten. De wedstrijd eindigde in een 4–0 overwinning, met Lewandowski's landgenoot Jakub Błaszczykowski, die speelde op de rechtervleugel, als de maker van de andere doelpunten. Ook in het seizoen 2011/12 werd Lewandowski niet de Bundesliga-topscorer, met 22 doelpunten (waaronder geen strafschoppen): wederom eindigde Gómez boven hem (tweede plaats, 26 doelpunten, vier strafschoppen), met Klaas-Jan Huntelaar (29, zes strafschoppen) als nummer één.
Met Dortmund startte Lewandowski het seizoen 2012/13 op 12 augustus 2012, toen Bayern München de tegenstander was in de strijd om de Duitse supercup. Hij maakte een doelpunt op aangeven van Julian Schieber, maar kon niet voorkomen dat Bayern met 2–1 zou winnen en zo de eerste prijs van het seizoen zou binnenslepen. Op 18 september werd de eerste wedstrijd in de groepsfase van de UEFA Champions League 2012/13 gespeeld tegen AFC Ajax. Drie minuten voor tijd maakte Lewandowski het enige doelpunt. In november 2012 maakte Lewandowski in drie competitiewedstrijden op rij twee doelpunten en tussen december 2012 en april 2013 was hij in twaalf opeenvolgende wedstrijden trefzeker (veertien doelpunten, drie assists), een nieuw clubrecord. In het competitieduel tegen Hamburger SV (1–4 nederlaag) op 9 februari 2013 was hij na 17 minuten speeltijd de maker van het openingsdoelpunt; een kwartier later kreeg hij van scheidsrechter Manuel Gräfe de eerste rode kaart in zijn carrière, waarna HSV viermaal scoorde. Lewandowski werd voor twee weken geschorst. In februari maakte Borussia Dortmund bekend dat Lewandowski geen nieuw contract zou tekenen, met een contract dat nog doorliep tot juni 2014. Bayern München, Manchester United en Juventus FC werden gelinkt aan een transfer van Lewandowski, maar in de zomer van 2013 bleef hij toch in Dortmund. In juni 2013 sloot de clubleiding een overname van Lewandowski naar Bayern uit. Voor Dortmund speelde hij in de editie 2012/13 van de Champions League alle dertien wedstrijden. In de heenwedstrijd van de halve finale tegen Real Madrid op 24 april maakte Lewandowski vier doelpunten. Dortmund won met 4–1. Hij behoorde daarmee tot een groep van acht voetballers die eerder al viermaal trefzeker waren in een Champions League-wedstrijd – onder anderen Ruud van Nistelrooij, Lionel Messi en Mario Gómez – maar geen van hen wist dat te doen in een halve finale. Daarnaast was hij de eerste voetballer met een hattrick tegen Real Madrid en de eerste speler met vijf doelpunten tegen Madrid in één seizoen. Op 25 mei speelde Lewandowski de finale van de Champions League, die met 1–2 werd verloren van Bayern. Dortmund sloot in de zomer van 2013 een transfer van Lewandowski uit, tot frustratie van hemzelf.
Omdat duidelijk was dat zowel Lewandowski als de clubleiding het na het seizoen 2013/14 aflopende contract niet wilden verlengen, ging Lewandowski op 27 juli 2013 zijn laatste seizoen voor Dortmund in met een 4–2 overwinning op latere werkgever Bayern in de strijd om de supercup. Een week later was hij trefzeker in de eerste bekerwedstrijd tegen SV Wilhelmshaven (0–3 winst). Ook in de eerste competitiewedstrijd van het seizoen was Lewandowski trefzeker: uit bij FC Augsburg werd het 0–4, met Lewandowski als de maker van het vierde doelpunt en de maker van de assist op het derde doelpunt van Pierre-Emerick Aubameyang, die een hattrick maakte. Tien speelrondes later was het Lewandowski zelf die een hattrick maakte, zijn enige van het seizoen, in het duel tegen VfB Stuttgart (6–1). Hij noemde de hattrick een compensatie voor het gegeven dat hij in de competitiewedstrijden in oktober niet tot scoren was gekomen. In december 2013 eindigde Lewandowski als tweede in de verkiezing tot beste speler van de Bundesliga, achter Franck Ribéry (Bayern München). In de Champions League bereikte Lewandowski met zijn club in 2014 de kwartfinale, waarin Real Madrid te sterk was over twee duels met 2–3. In negen wedstrijden in dit toernooi maakte hij zes doelpunten en leverde hij vier assists; in het topscorersklassement eindigde hij op een gedeelde vijfde plaats, samen met Sergio Agüero (Manchester City) en Gareth Bale (Real Madrid). Lewandowski tekende in januari 2014 een contract bij Bayern, ingaande na afloop van het seizoen 2013/14. Op 10 mei speelde hij zijn laatste competitiewedstrijd voor Dortmund tegen Hertha BSC; het duel werd met 0–4 gewonnen, met twee doelpunten van Lewandowski, die daardoor voor het eerst de topscorerstitel van de Bundesliga verkreeg. De finale van het Duitse bekertoernooi een week later speelde Lewandowski volledig mee, hoewel deze tegen Bayern gespeeld werd; Dortmund verloor na verlenging met 0–2. Lewandowski werd door collega-voetballers uit meerdere Duitse voetbaldivisies in juni opgenomen in het elftal van het seizoen, samen met tien andere spelers uit uitsluitend de selecties van Dortmund en Bayern. In totaal kwam hij in vier seizoenen bij Borussia Dortmund in actie in 186 wedstrijden (alle competities), waarin hij 103 doelpunten maakte en 44 assists leverde.

### Bayern München
Op 4 januari 2014 maakte Bayern München bekend Lewandowski te zullen overnemen na afloop van de jaargang 2013/14. De overname was transfervrij, omdat hij zijn contract in Dortmund uitgediend had. Lewandowski tekende een contract voor vijf seizoenen, tot 30 juni 2019. Op 9 juli, ruim een halfjaar na de bekendmaking van de transfer, werd Lewandowski officieel gepresenteerd als nieuw lid van de selectie van Bayern. Zijn competitief debuut voor Bayern maakte hij op 13 augustus in de verloren wedstrijd om de supercup tegen voormalig werkgever Borussia Dortmund. Hij speelde het volledige duel, waarin hij oud-ploeggenoten Henrikh Mkhitarian en Pierre-Emerick Aubameyang Dortmund de winst zag bezorgen. In zijn derde officiële wedstrijd maakte Lewandowski zijn eerste doelpunt voor Bayern: in de competitiewedstrijd uit tegen FC Schalke 04 op 30 augustus (eindstand 1–1) maakte hij na tien minuten speeltijd het openingsdoelpunt. Lewandowski trof in de Bundesliga op 1 november zijn voormalige club voor het eerst en was in de met 2–1 gewonnen wedstrijd trefzeker, waardoor Dortmund zakte naar een laatste plaats in de competitie. Ook in de tweede wedstrijd tegen Dortmund in april was Lewandowski trefzeker: hij maakte het enige doelpunt en bezorgde Bayern een voorsprong van tien punten op dichtste achtervolger VfL Wolfsburg. Voor Bayern speelde Lewandowski in alle wedstrijden van de UEFA Champions League 2014/15 en was trefzeker in onder meer de wedstrijden tegen AS Roma (1–7 winst), Sjachtar Donetsk (7–0 winst, tevens twee assists) en de kwartfinale tegen FC Porto (6–1 winst, twee doelpunten). Ook in de verloren halve finale tegen FC Barcelona maakte Lewandowski een doelpunt, maar kon uitschakeling over twee wedstrijden met 6–2 niet voorkomen. In de jaargang 2014/15, het eerste van Lewandowski in Beieren, speelde hij in alle competities tezamen 49 wedstrijden voor Bayern, waarin hij 25 doelpunten maakte en dertien assists leverde. In het topscorersklassement van de Bundesliga eindigde hij samen met ploeggenoot Arjen Robben op een gedeelde tweede plaats (beide zeventien doelpunten), achter Alexander Meier (negentien doelpunten).
Lewandowski begon het seizoen 2015/16 met drie doelpunten in vier competitiewedstrijden. Hij begon tijdens de zesde speelronde op de reservebank, thuis tegen VfL Wolfsburg. Nadat hij aan het begin van de tweede helft bij een 0–1 achterstand Thiago Alcántara verving, maakte Lewandowski tussen de 51ste en 60ste minuut van de wedstrijd vijf doelpunten, goed voor een 5–1 eindstand. Lewandowski maakte daarbij zowel de snelste hattrick (drieënhalve minuut), de snelste vier (minder dan zes minuten) als de snelste vijf doelpunten in de Bundesliga ooit. Hij maakte op 14 mei 2016 zijn dertigste en laatste competitiedoelpunt van het seizoen 2015/16. Daarmee was hij de eerste speler sinds Dieter Müller in 1976/77 die dertig of meer keer scoorde in één Bundesliga-seizoen en de eerste niet-Duitser ooit. Hiermee verbrak hij het record van Klaas-Jan Huntelaar, die 29 doelpunten scoorde voor FC Schalke 04 in 2011/12.
Lewandowski begon het seizoen 2016/17 met elf doelpunten in veertien competitiewedstrijden. Hij verlengde in december 2016 zijn contract bij Bayern München tot medio 2021. Hij was op zondag 21 januari 2018 tegen Werder Bremen (4–2) weer twee keer doeltreffend. De Poolse spits kwam daardoor op 94 goals in de Bundesliga voor Bayern en ging daarmee Arjen Robben (93 doelpunten) voorbij als meest productieve niet-Duitser van de club in de Bundesliga ooit. 
Lewandowski werd in het seizoen 2018/19 voor de vierde keer topscorer van de Bundesliga. Hiermee werd hij de tweede speler die tot dit aantal kwam, na Gerd Müller (zeven keer topscorer van de Bundesliga).
Seizoen 2019/20 verliep zeer succesvol. Lewandowski maakte op 18 december 2019 zijn 221e doelpunt in de Bundesliga. Daarmee passeerde hij Jupp Heynckes en werd hij derde op de topscorerslijst aller tijden van de hoogste Duitse competitie, achter Gerd Müller (365) en Klaus Fischer (268). Dit seizoen werd hij topscorer in de DFB-Pokal, de Bundesliga en de UEFA Champions League. Op 23 augustus won hij de UEFA Champions League met Bayern, door in de finale Paris Saint-Germain te verslaan.
In seizoen 2020/21 verbrak hij door 41 doelpunten te maken in de Bundesliga het record van 40 doelpunten dat al sinds seizoen 1971/72 in handen was van Gerd Müller.
In november 2021 werd de Ballon d'Or opnieuw aan Messi toegekend, maar een jury die jaarlijks een prestigieuze ranglijst opstelt voor de krant The Guardian maakte in december een andere keuze en verkoos Lewandowski voor de tweede achtereenvolgende keer tot beste voetballer in de wereld.

### FC Barcelona
Op 16 juli 2022 kondigde Bayern München en FC Barcelona aan dat zijn een principeakkoord hebben bereikt over de transfer van Lewandowski naar de Catalaanse club in afwachting van het opstellen van de contracten en medische keuring. In de avond van 19 juli 2022 werd de ondertekening van Lewandowski bij FC Barcelona officieel.  Op 5 augustus werd Lewandowski in de middag gepresenteerd in het Spotify Camp Nou, er waren rond de 60.000 toeschouwers. Hij maakte zijn debuut voor de club in een wedstrijd van de Tofeu Joan Gamper op 7 augustus 2022, FC Barcelona nam het op tegen het Mexicaanse Pumas UNAM. Barca won uiteindelijk met 6-0, Lewandowski scoorde een doelpunt en gaf twee assists. In zijn eerste seizoen (22/23) won hij meteen de competitie en de Spaanse Supercopa. Lewandowski werd ook topscorer in de competitie met een doelpuntentotaal van 23. Zijn tweede seizoen bij de club (23/24) verliep minder succesvol. FC Barcelona won geen prijzen en Lewandowski scoorde 'slechts' 19 doelpunten. Na de trainerswissel van Xavi Hernández naar Hansi Flick scoort Lewandowski in zijn derde seizoen bij de club wel weer aan de lopende band. Na 18 wedstrijden in La Liga maakte Lewandowski al 16 doelpunten en gaf hij twee assists.

## Clubstatistieken
| Seizoen         | Club              | Competitie      | Competitie | Competitie | Beker | Beker | Internationaal | Internationaal | Supercup | Supercup | Totaal | Totaal |
| Seizoen         | Club              | Competitie      | Wed.       | Dlp.       | Wed.  | Dlp.  | Wed.           | Dlp.           | Wed.     | Dlp.     | Wed.   | Dlp.   |
| --------------- | ----------------- | --------------- | ---------- | ---------- | ----- | ----- | -------------- | -------------- | -------- | -------- | ------ | ------ |
| 2006/07         | Znicz Pruszków    | III liga        | 27         | 15         | 5     | 2     | –              | –              | –        | –        | 32     | 17     |
| 2007/08         | Znicz Pruszków    | II liga         | 32         | 21         | 2     | 0     | –              | –              | –        | –        | 34     | 21     |
| Club totaal     | Club totaal       | Club totaal     | 59         | 36         | 7     | 2     | 0              | 0              | 0        | 0        | 66     | 38     |
| 2008/09         | Lech Poznań       | Ekstraklasa     | 30         | 14         | 6     | 2     | 12             | 4              | 0        | 0        | 48     | 20     |
| 2009/10         | Lech Poznań       | Ekstraklasa     | 28         | 18         | 1     | 0     | 4              | 2              | 1        | 1        | 34     | 21     |
| Club totaal     | Club totaal       | Club totaal     | 58         | 32         | 7     | 2     | 16             | 6              | 1        | 1        | 82     | 41     |
| 2010/11         | Borussia Dortmund | Bundesliga      | 33         | 8          | 2     | 0     | 8              | 1              | 0        | 0        | 43     | 9      |
| 2011/12         | Borussia Dortmund | Bundesliga      | 34         | 22         | 6     | 7     | 6              | 1              | 1        | 0        | 47     | 30     |
| 2012/13         | Borussia Dortmund | Bundesliga      | 31         | 24         | 5     | 2     | 13             | 10             | 1        | 1        | 50     | 37     |
| 2013/14         | Borussia Dortmund | Bundesliga      | 33         | 20         | 5     | 2     | 9              | 6              | 1        | 0        | 48     | 28     |
| Club totaal     | Club totaal       | Club totaal     | 131        | 74         | 17    | 10    | 36             | 18             | 3        | 1        | 187    | 103    |
| 2014/15         | Bayern München    | Bundesliga      | 31         | 17         | 5     | 2     | 12             | 6              | 1        | 0        | 49     | 25     |
| 2015/16         | Bayern München    | Bundesliga      | 32         | 30         | 6     | 3     | 12             | 9              | 1        | 0        | 51     | 42     |
| 2016/17         | Bayern München    | Bundesliga      | 33         | 30         | 4     | 5     | 9              | 8              | 1        | 0        | 47     | 43     |
| 2017/18         | Bayern München    | Bundesliga      | 30         | 29         | 6     | 6     | 11             | 5              | 1        | 1        | 48     | 41     |
| 2018/19         | Bayern München    | Bundesliga      | 33         | 22         | 5     | 7     | 8              | 8              | 1        | 3        | 47     | 40     |
| 2019/20         | Bayern München    | Bundesliga      | 31         | 34         | 5     | 6     | 10             | 15             | 1        | 0        | 42     | 55     |
| 2020/21         | Bayern München    | Bundesliga      | 29         | 41         | 1     | 0     | 8              | 7              | 2        | 0        | 40     | 48     |
| 2021/22         | Bayern München    | Bundesliga      | 34         | 35         | 1     | 0     | 10             | 13             | 1        | 2        | 46     | 50     |
| Club totaal     | Club totaal       | Club totaal     | 253        | 248        | 33    | 29    | 80             | 71             | 9        | 6        | 368    | 340    |
| 2022/23         | FC Barcelona      | La Liga         | 34         | 23         | 3     | 2     | 7              | 6              | 2        | 2        | 46     | 33     |
| 2023/24         | FC Barcelona      | La Liga         | 35         | 19         | 3     | 2     | 9              | 3              | 2        | 2        | 49     | 26     |
| 2024/25         | FC Barcelona      | La Liga         | 20         | 17         | 1     | 2     | 7              | 9              | 2        | 1        | 30     | 29     |
| Club totaal     | Club totaal       | Club totaal     | 89         | 59         | 7     | 6     | 23             | 18             | 6        | 5        | 125    | 87     |
| Carrière totaal | Carrière totaal   | Carrière totaal | 577        | 444        | 71    | 49    | 151            | 112            | 19       | 13       | 821    | 610    |

*inclusief wereldbeker voor clubs
Bijgewerkt t/m 27 januari 2025.

## Interlandcarrière

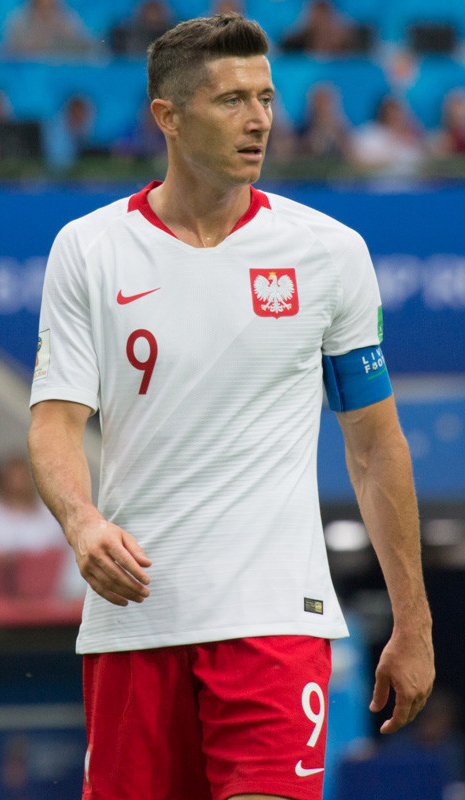
Lewandowski met Polen op het WK 2018

Lewandowski maakte op 10 september 2008 onder bondscoach Leo Beenhakker zijn debuut in het Pools voetbalelftal, in een interland in het kwalificatietoernooi voor het WK 2010 tegen San Marino (0–2 winst). Na een uur viel hij in voor Marek Saganowski bij een 0–1 voorsprong; acht minuten na zijn invalbeurt verdubbelde hij de score en bepaalde hij de eindstand. Lewandowski's toenmalige clubgenoot Grzegorz Wojtkowiak maakte in dezelfde wedstrijd zijn debuut voor Polen. Op 1 april 2009 troffen de Polen San Marino opnieuw in het WK-kwalificatietoernooi en opnieuw was Lewandowski trefzeker. De wedstrijd eindigde in een 10–0 en was de grootste overwinning die het Pools elftal in zijn historie boekte. Op 23 januari 2010 maakte Lewandowski twee doelpunten in een oefeninterland tegen Singapore (1–6 overwinning). Ook in een oefeninterland tegen Ivoorkust (3–1) op 17 november 2010 was hij tweemaal trefzeker.
Bondscoach Franciszek Smuda nam Lewandowski in mei 2012 op in de Poolse selectie voor het Europees kampioenschap voetbal 2012, dat werd georganiseerd in eigen land. Zijn toenmalige ploeggenoten bij Dortmund Łukasz Piszczek en Jakub Błaszczykowski werden ook meegenomen door Smuda. Het was Lewandowski's eerste interlandtoernooi. Op 8 juni stond hij in het basiselftal van het openingsduel van het toernooi tussen Polen en Griekenland. Op aangeven van Błaszczykowski opende hij na zeventien minuten de score, waarna de Griek Dimitrios Salpigidis in de 51ste minuut de eindstand op 1–1 bepaalde. Na afloop van het duel werd Lewandowski uitgeroepen tot man van de wedstrijd. De twee volgende groepswedstrijden speelde Lewandowski eveneens volledig, maar daarin wist hij niet te scoren. Polen eindigde als laatste in de groep en werd zo uitgeschakeld in de groepsfase.
Na het toernooi was Lewandowski voor het eerst weer trefzeker in maart 2013 in een WK-kwalificatiewedstrijd tegen San Marino. Hij benutte twee door de Noorse arbiter Ken Henry Johnsen toegekende strafschoppen. Het was Lewandowski's eerste interland als aanvoerder van het nationaal elftal. Op 6 juni 2014 werd Lewandowski de vaste aanvoerder van Polen. Op 7 september speelde hij zijn 62ste interland, in de eerste speelronde van het kwalificatietoernooi voor het EK 2016. Gibraltar werd met 0–7 verslagen; Lewandowski maakte vier doelpunten, waaronder een zuivere hattrick in de tweede speelhelft. Ook in de zesde EK-kwalificatiewedstrijd tegen Georgië (4–0 winst) op 13 juni 2015 maakte hij een hattrick. Binnen vier minuten: in de 89ste minuut en de derde en vierde minuut van de blessuretijd maakte hij een doelpunt. Lewandowski noemde het "de snelste hattrick" uit zijn carrière. Hierdoor kwam hij ook in het Guinness Book of Records. Hij staat er al in vermeld voor de snelste hattrick, maar ook voor snelste vier doelpunten op rij (5:21) , snelste vijf doelpunten op rij (8:59) en eerste invaller die vijf keer scoort. Lewandowski kwalificeerde zich op 11 oktober 2015 met Polen voor het Europees kampioenschap door Ierland met 2–1 te verslaan. Hijzelf maakte drie minuten voor rust het winnende doelpunt. Het was zijn dertiende doelpunt in het kwalificatietoernooi, een evenaring van het Europees record. De bondscoach van Polen, Adam Nawałka, noemde Lewandowski na zijn doelpuntenreeks in oktober 2015 in zowel het club- als het interlandvoetbal de beste aanvaller ter wereld. Lewandowski's oud-trainer Jürgen Klopp loofde Lewandowski eveneens na afloop van de wedstrijd tegen Ierland, wat leidde tot speculaties over een eventuele transfer van Lewandowski naar Liverpool, Klopps nieuwe werkgever. Die kwam er niet.
Lewandowski bereikte met Polen de kwartfinales van het EK 2016. Hierin schoot hij zijn ploeg nog op 1–0 tegen de latere toernooiwinnaar Portugal, maar Renato Sanches maakte gelijk. Portugal nam na 120 minuten de strafschoppen vervolgens beter. Lewandowski maakte op 5 oktober 2017 tijdens een met 1–6 gewonnen kwalificatiewedstrijd voor het WK 2018 zijn 48e, 49e en 50e doelpunt voor Polen. Hiermee passeerde hij Włodzimierz Lubański (48 doelpunten) als topscorer aller tijden van de Poolse nationale ploeg. Het WK 2018 was voor Lewandowski en de zijnen na de poulefase afgelopen. Na nederlagen tegen Senegal en Colombia, deed het resultaat in de derde groepswedstrijd er al niet meer toe voor Polen. Lewandowski maakte op 6 oktober 2019 zijn zesde hattrick voor de nationale ploeg. Hij maakte die dag alle doelpunten in een met 0–3 gewonnen kwalificatiewedstrijd voor het EK 2020 in en tegen Letland.
Op het EK 2020 werd Polen in de groepsfase al uitgeschakeld. Lewandowski was goed voor drie goals, één tegen Spanje en twee tegen Zweden.
Op het WK 2022 maakte hij tegen Saoedi-Arabië zijn eerste WK-goal ooit. Lewandowski werd op 29 mei 2024 door bondscoach Michał Probierz opgenomen in de voorlopige Poolse selectie voor het EK 2024 in Duitsland. Op 7 juni 2024 werd hij ook opgenomen in de definitieve selectie. Polen werd in de groepsfase uitgeschakeld met nederlagen tegen Nederland (1–2) en Oostenrijk (1–3) en een gelijkspel tegen Frankrijk (1–1). Lewandowski miste vanwege een bovenbeenblessure de wedstrijd tegen Nederland, maar kwam vervolgens wel in actie tegen Oostenrijk en scoorde vanaf de penaltystip tegen Frankrijk.
Lewandowski meldde zich vanwege mentale vermoeidheid af voor de WK-kwalificatiewedstrijden tegen Moldavië en Finland in juni 2025. Probierz besloot daarop om Piotr Zieliński te benoemen tot aanvoerder. Lewandowski maakte snel daarna bekend niet meer uit te komen voor Polen zolang Probierz bondscoach zou zijn. Op 12 juni 2024 stapte Probierz op als bondscoach.
| Interlands van Robert Lewandowski voor Polen | Interlands van Robert Lewandowski voor Polen | Interlands van Robert Lewandowski voor Polen | Interlands van Robert Lewandowski voor Polen | Interlands van Robert Lewandowski voor Polen | Interlands van Robert Lewandowski voor Polen | Interlands van Robert Lewandowski voor Polen |
| №                                            | Datum                                        | Wedstrijd                                    | Uitslag                                      | Soort wedstrijd                              | Doelpunten                                   |                                              |
| Als speler bij Lech Poznań                   | Als speler bij Lech Poznań                   | Als speler bij Lech Poznań                   | Als speler bij Lech Poznań                   | Als speler bij Lech Poznań                   | Als speler bij Lech Poznań                   | Als speler bij Lech Poznań                   |
| -------------------------------------------- | -------------------------------------------- | -------------------------------------------- | -------------------------------------------- | -------------------------------------------- | -------------------------------------------- | -------------------------------------------- |
| 1.                                           | 10 september 2008                            | San Marino – Polen                           | 0 – 2                                        | Kwalificatie WK 2010                         | 67'                                          |                                              |
| 2.                                           | 11 oktober 2008                              | Polen – Tsjechië                             | 2 – 1                                        | Kwalificatie WK 2010                         |                                              |                                              |
| 3.                                           | 15 oktober 2008                              | Slowakije – Polen                            | 2 – 1                                        | Kwalificatie WK 2010                         |                                              |                                              |
| 4.                                           | 19 november 2008                             | Ierland – Polen                              | 2 – 3                                        | Vriendschappelijk                            | 89'                                          |                                              |
| 5.                                           | 11 februari 2009                             | Wales – Polen                                | 0 – 1                                        | Vriendschappelijk                            |                                              |                                              |
| 6.                                           | 28 maart 2009                                | Noord-Ierland – Polen                        | 3 – 2                                        | Kwalificatie WK 2010                         |                                              |                                              |
| 7.                                           | 1 april 2009                                 | Polen – San Marino                           | 10 – 0                                       | Kwalificatie WK 2010                         | 43'                                          |                                              |
| 8.                                           | 6 juni 2009                                  | Zuid-Afrika – Polen                          | 1 – 0                                        | Vriendschappelijk                            |                                              |                                              |
| 9.                                           | 9 juni 2009                                  | Irak – Polen                                 | 1 – 1                                        | Vriendschappelijk                            |                                              |                                              |
| 10.                                          | 12 augustus 2009                             | Polen – Griekenland                          | 2 – 0                                        | Vriendschappelijk                            |                                              |                                              |
| 11.                                          | 5 september 2009                             | Polen – Noord-Ierland                        | 1 – 1                                        | Kwalificatie WK 2010                         |                                              |                                              |
| 12.                                          | 9 september 2009                             | Slovenië – Polen                             | 3 – 0                                        | Kwalificatie WK 2010                         |                                              |                                              |
| 13.                                          | 10 oktober 2009                              | Tsjechië – Polen                             | 2 – 0                                        | Kwalificatie WK 2010                         |                                              |                                              |
| 14.                                          | 14 oktober 2009                              | Polen – Slowakije                            | 0 – 1                                        | Kwalificatie WK 2010                         |                                              |                                              |
| 15.                                          | 14 november 2009                             | Polen – Roemenië                             | 0 – 1                                        | Vriendschappelijk                            |                                              |                                              |
| 16.                                          | 18 november 2009                             | Polen – Canada                               | 1 – 0                                        | Vriendschappelijk                            |                                              |                                              |
| 17.                                          | 17 januari 2010                              | Denemarken – Polen                           | 3 – 1                                        | Vriendschappelijk                            |                                              |                                              |
| 18.                                          | 20 januari 2010                              | Thailand – Polen                             | 1 – 3                                        | Vriendschappelijk                            |                                              |                                              |
| 19.                                          | 23 januari 2010                              | Singapore – Polen                            | 1 – 6                                        | Vriendschappelijk                            | 26' (pen.), 37'                              |                                              |
| 20.                                          | 3 maart 2010                                 | Polen – Bulgarije                            | 2 – 0                                        | Vriendschappelijk                            | 62'                                          |                                              |
| 21.                                          | 29 mei 2010                                  | Polen – Finland                              | 0 – 0                                        | Vriendschappelijk                            |                                              |                                              |
| 22.                                          | 2 juni 2010                                  | Polen – Servië                               | 0 – 0                                        | Vriendschappelijk                            |                                              |                                              |
| 23.                                          | 8 juni 2010                                  | Spanje – Polen                               | 6 – 0                                        | Vriendschappelijk                            |                                              |                                              |
| Als speler bij Borussia Dortmund             |                                              |                                              |                                              |                                              |                                              |                                              |
| 24.                                          | 11 augustus 2010                             | Polen – Kameroen                             | 0 – 3                                        | Vriendschappelijk                            |                                              |                                              |
| 25.                                          | 4 september 2010                             | Polen – Oekraïne                             | 1 – 1                                        | Vriendschappelijk                            |                                              |                                              |
| 26.                                          | 7 september 2010                             | Polen – Australië                            | 1 – 2                                        | Vriendschappelijk                            | 18'                                          |                                              |
| 27.                                          | 9 oktober 2010                               | Verenigde Staten – Polen                     | 2 – 2                                        | Vriendschappelijk                            |                                              |                                              |
| 28.                                          | 12 oktober 2010                              | Ecuador – Polen                              | 2 – 2                                        | Vriendschappelijk                            |                                              |                                              |
| 29.                                          | 17 november 2010                             | Polen – Ivoorkust                            | 3 – 1                                        | Vriendschappelijk                            | 19', 80'                                     |                                              |
| 30.                                          | 9 februari 2011                              | Polen – Noorwegen                            | 1 – 0                                        | Vriendschappelijk                            | 19'                                          |                                              |
| 31.                                          | 25 maart 2011                                | Litouwen – Polen                             | 2 – 0                                        | Vriendschappelijk                            |                                              |                                              |
| 32.                                          | 29 maart 2011                                | Griekenland – Polen                          | 0 – 0                                        | Vriendschappelijk                            |                                              |                                              |
| 33.                                          | 5 juni 2011                                  | Polen – Argentinië                           | 2 – 1                                        | Vriendschappelijk                            |                                              |                                              |
| 34.                                          | 9 juni 2011                                  | Polen – Frankrijk                            | 0 – 1                                        | Vriendschappelijk                            |                                              |                                              |
| 35.                                          | 10 augustus 2011                             | Polen – Georgië                              | 1 – 0                                        | Vriendschappelijk                            |                                              |                                              |
| 36.                                          | 6 september 2011                             | Polen – Duitsland                            | 2 – 2                                        | Vriendschappelijk                            | 55'                                          |                                              |
| 37.                                          | 7 oktober 2011                               | Zuid-Korea – Polen                           | 2 – 2                                        | Vriendschappelijk                            | 30'                                          |                                              |
| 38.                                          | 11 oktober 2011                              | Wit-Rusland – Polen                          | 0 – 2                                        | Vriendschappelijk                            | 70'                                          |                                              |
| 39.                                          | 11 november 2011                             | Polen – Italië                               | 0 – 2                                        | Vriendschappelijk                            |                                              |                                              |
| 40.                                          | 15 november 2011                             | Polen – Hongarije                            | 2 – 0                                        | Vriendschappelijk                            |                                              |                                              |
| 41.                                          | 26 mei 2012                                  | Polen – Slowakije                            | 1 – 0                                        | Vriendschappelijk                            |                                              |                                              |
| 42.                                          | 2 juni 2012                                  | Polen – Andorra                              | 4 – 0                                        | Vriendschappelijk                            | 37'                                          |                                              |
| 43.                                          | 8 juni 2012                                  | Polen – Griekenland                          | 1 – 1                                        | EK 2012                                      | 17'                                          |                                              |
| 44.                                          | 12 juni 2012                                 | Polen – Rusland                              | 1 – 1                                        | EK 2012                                      |                                              |                                              |
| 45.                                          | 16 juni 2012                                 | Polen – Tsjechië                             | 0 – 1                                        | EK 2012                                      |                                              |                                              |
| 46.                                          | 15 augustus 2012                             | Estland – Polen                              | 1 – 0                                        | Vriendschappelijk                            |                                              |                                              |
| 47.                                          | 7 september 2012                             | Montenegro – Polen                           | 2 – 2                                        | Kwalificatie WK 2014                         |                                              |                                              |
| 48.                                          | 11 september 2012                            | Polen – Moldavië                             | 2 – 0                                        | Kwalificatie WK 2014                         |                                              |                                              |
| 49.                                          | 17 oktober 2012                              | Polen – Engeland                             | 1 – 1                                        | Kwalificatie WK 2014                         |                                              |                                              |
| 50.                                          | 14 november 2012                             | Polen – Uruguay                              | 1 – 3                                        | Vriendschappelijk                            |                                              |                                              |
| 51.                                          | 6 februari 2013                              | Ierland – Polen                              | 2 – 0                                        | Vriendschappelijk                            |                                              |                                              |
| 52.                                          | 22 maart 2013                                | Polen – Oekraïne                             | 1 – 3                                        | Kwalificatie WK 2014                         |                                              |                                              |
| 53.                                          | 26 maart 2013                                | Polen – San Marino                           | 5 – 0                                        | Kwalificatie WK 2014                         | 21' (pen.), 50' (pen.)                       |                                              |
| 54.                                          | 7 juni 2013                                  | Moldavië – Polen                             | 1 – 1                                        | Kwalificatie WK 2014                         |                                              |                                              |
| 55.                                          | 14 augustus 2013                             | Polen – Denemarken                           | 3 – 2                                        | Vriendschappelijk                            |                                              |                                              |
| 56.                                          | 6 september 2013                             | Polen – Montenegro                           | 1 – 1                                        | Kwalificatie WK 2014                         | 16'                                          |                                              |
| 57.                                          | 11 oktober 2013                              | Oekraïne – Polen                             | 1 – 0                                        | Kwalificatie WK 2014                         |                                              |                                              |
| 58.                                          | 15 oktober 2013                              | Engeland – Polen                             | 2 – 0                                        | Kwalificatie WK 2014                         |                                              |                                              |
| 59.                                          | 15 november 2013                             | Polen – Slowakije                            | 0 – 2                                        | Vriendschappelijk                            |                                              |                                              |
| 60.                                          | 19 november 2013                             | Polen – Ierland                              | 0 – 0                                        | Vriendschappelijk                            |                                              |                                              |
| 61.                                          | 6 juni 2014                                  | Polen – Litouwen                             | 2 – 1                                        | Vriendschappelijk                            | 79' (pen.)                                   |                                              |
| Als speler bij Bayern München                |                                              |                                              |                                              |                                              |                                              |                                              |
| 62.                                          | 7 september 2014                             | Gibraltar – Polen                            | 0 – 7                                        | Kwalificatie EK 2016                         | 50', 53', 86', 90+2'                         |                                              |
| 63.                                          | 11 oktober 2014                              | Polen – Duitsland                            | 2 – 0                                        | Kwalificatie EK 2016                         |                                              |                                              |
| 64.                                          | 14 oktober 2014                              | Polen – Schotland                            | 2 – 2                                        | Kwalificatie EK 2016                         |                                              |                                              |
| 65.                                          | 14 november 2014                             | Georgië – Polen                              | 0 – 4                                        | Kwalificatie EK 2016                         |                                              |                                              |
| 66.                                          | 18 november 2014                             | Polen – Zwitserland                          | 2 – 2                                        | Vriendschappelijk                            |                                              |                                              |
| 67.                                          | 29 maart 2015                                | Ierland – Polen                              | 1 – 1                                        | Kwalificatie EK 2016                         |                                              |                                              |
| 68.                                          | 13 juni 2015                                 | Polen – Georgië                              | 4 – 0                                        | Kwalificatie EK 2016                         | 89', 90+2', 90+3'                            |                                              |
| 69.                                          | 4 september 2015                             | Duitsland – Polen                            | 3 – 1                                        | Kwalificatie EK 2016                         | 36'                                          |                                              |
| 70.                                          | 7 september 2015                             | Polen – Gibraltar                            | 8 – 1                                        | Kwalificatie EK 2016                         | 18', 29'                                     |                                              |
| 71.                                          | 8 oktober 2015                               | Schotland – Polen                            | 2 – 2                                        | Kwalificatie EK 2016                         | 3', 90+4'                                    |                                              |
| 72.                                          | 11 oktober 2015                              | Polen – Ierland                              | 2 – 1                                        | Kwalificatie EK 2016                         | 42'                                          |                                              |
| 73.                                          | 13 november 2015                             | Polen – IJsland                              | 4 – 2                                        | Vriendschappelijk                            | 76', 78'                                     |                                              |
| 74.                                          | 23 maart 2016                                | Polen – Servië                               | 1 – 0                                        | Vriendschappelijk                            |                                              |                                              |
| 75.                                          | 26 maart 2016                                | Polen – Finland                              | 5 – 0                                        | Vriendschappelijk                            |                                              |                                              |
| 76.                                          | 1 juni 2016                                  | Polen – Nederland                            | 1 – 2                                        | Vriendschappelijk                            |                                              |                                              |
| 77.                                          | 12 juni 2016                                 | Polen – Noord-Ierland                        | 3 – 0                                        | EK 2016                                      |                                              |                                              |
| 78.                                          | 16 juni 2016                                 | Duitsland – Polen                            | 0 – 0                                        | EK 2016                                      |                                              |                                              |
| 79.                                          | 21 juni 2016                                 | Oekraïne – Polen                             | 0 – 1                                        | EK 2016                                      |                                              |                                              |
| 80.                                          | 25 juni 2016                                 | Zwitserland – Polen                          | 1 – 1 (4–5 n.s.)                             | EK 2016                                      |                                              |                                              |
| 81.                                          | 30 juni 2016                                 | Polen – Portugal                             | 1 – 1 (3–5 n.s.)                             | EK 2016                                      | 2'                                           |                                              |
| 82.                                          | 4 september 2016                             | Kazachstan – Polen                           | 2 – 2                                        | Kwalificatie WK 2018                         | 35' (pen.)                                   |                                              |
| 83.                                          | 8 oktober 2016                               | Polen – Denemarken                           | 3 – 2                                        | Kwalificatie WK 2018                         | 20', 36' (pen), 47'                          |                                              |
| 84                                           | 11 oktober 2016                              | Polen – Armenië                              | 2 – 1                                        | Kwalificatie WK 2018                         | 90+5'                                        |                                              |
| 85                                           | 11 november 2016                             | Roemenië – Polen                             | 0 – 3                                        | Kwalificatie WK 2018                         | 82', 90+1' (pen.)                            |                                              |
| 86                                           | 26 maart 2017                                | Montenegro – Polen                           | 1 – 2                                        | Kwalificatie WK 2018                         | 40'                                          |                                              |
| 87                                           | 10 juni 2017                                 | Polen – Roemenië                             | 3 – 1                                        | Kwalificatie WK 2018                         | 29' (pen.), 57', 62' (pen.)                  |                                              |
| 88                                           | 1 september 2017                             | Denemarken – Polen                           | 4 – 0                                        | Kwalificatie WK 2018                         |                                              |                                              |
| 89                                           | 4 september 2017                             | Polen – Kazachstan                           | 3 – 0                                        | Kwalificatie WK 2018                         | 86' (pen.)                                   |                                              |
| 90                                           | 5 oktober 2017                               | Armenië – Polen                              | 1 – 6                                        | Kwalificatie WK 2018                         | 18', 25', 64'                                |                                              |
| 91                                           | 8 oktober 2017                               | Polen – Montenegro                           | 4 – 2                                        | Kwalificatie WK 2018                         | 85'                                          |                                              |
| 92                                           | 23 maart 2018                                | Polen – Nigeria                              | 0 – 1                                        | Vriendschappelijk                            |                                              |                                              |
| 93                                           | 27 maart 2018                                | Polen – Zuid-Korea                           | 3 – 2                                        | Vriendschappelijk                            | 32'                                          |                                              |
| 94                                           | 8 juni 2018                                  | Polen – Chili                                | 2 – 2                                        | Vriendschappelijk                            | 30'                                          |                                              |
| 95                                           | 12 juni 2018                                 | Polen – Litouwen                             | 4 – 0                                        | Vriendschappelijk                            | 19', 32'                                     |                                              |
| 96                                           | 19 juni 2018                                 | Polen – Senegal                              | 1 – 2                                        | WK 2018                                      |                                              |                                              |
| 97                                           | 24 juni 2018                                 | Polen – Colombia                             | 0 – 3                                        | WK 2018                                      |                                              |                                              |
| 98                                           | 28 juni 2018                                 | Japan – Polen                                | 0 – 1                                        | WK 2018                                      |                                              |                                              |
| 99                                           | 7 september 2018                             | Italië – Polen                               | 1 – 1                                        | UEFA Nations League 2018/19                  |                                              |                                              |
| 100                                          | 11 oktober 2018                              | Polen – Portugal                             | 2 – 3                                        | UEFA Nations League 2018/19                  |                                              |                                              |
| 101                                          | 14 oktober 2018                              | Polen – Italië                               | 0 – 1                                        | UEFA Nations League 2018/19                  |                                              |                                              |
| 102                                          | 15 november 2018                             | Polen – Tsjechië                             | 0 – 1                                        | Vriendschappelijk                            |                                              |                                              |
| 103                                          | 21 maart 2019                                | Oostenrijk – Polen                           | 0 – 1                                        | Kwalificatie EK 2020                         |                                              |                                              |
| 104                                          | 24 maart 2019                                | Polen – Letland                              | 2 – 0                                        | Kwalificatie EK 2020                         | 76'                                          |                                              |
| 105                                          | 7 juni 2019                                  | MKD – Polen                                  | 0 – 1                                        | Kwalificatie EK 2020                         |                                              |                                              |
| 106                                          | 10 juni 2019                                 | Polen – Israël                               | 4 – 0                                        | Kwalificatie EK 2020                         | 56' (pen.)                                   |                                              |
| 107                                          | 6 september 2019                             | Slovenië – Polen                             | 2 – 0                                        | Kwalificatie EK 2020                         |                                              |                                              |
| 108                                          | 9 september 2019                             | Polen – Oostenrijk                           | 0 – 0                                        | Kwalificatie EK 2020                         |                                              |                                              |
| 109                                          | 10 oktober 2019                              | Letland – Polen                              | 0 – 3                                        | Kwalificatie EK 2020                         | 9', 13', 76'                                 |                                              |
| 110                                          | 13 oktober 2019                              | Polen – Noord-Macedonië                      | 2 – 0                                        | Kwalificatie EK 2020                         |                                              |                                              |
| 111                                          | 16 november 2019                             | Israël – Polen                               | 1 – 2                                        | Kwalificatie EK 2020                         |                                              |                                              |
| 112                                          | 19 november 2019                             | Polen – Slovenië                             | 3 – 2                                        | Kwalificatie EK 2020                         | 54'                                          |                                              |
| 113                                          | 11 oktober 2020                              | Polen – Italië                               | 0 – 0                                        | UEFA Nations League 2020/21                  |                                              |                                              |
| 114                                          | 14 oktober 2020                              | Polen – Bosnië en Herz.                      | 3 – 0                                        | UEFA Nations League 2020/21                  | 40', 52'                                     |                                              |
| 115                                          | 15 november 2020                             | Italië – Polen                               | 2 – 0                                        | UEFA Nations League 2020/21                  |                                              |                                              |
| 116                                          | 18 november 2020                             | Polen – Nederland                            | 1 – 2                                        | UEFA Nations League 2020/21                  |                                              |                                              |
| 117                                          | 25 maart 2021                                | Hongarije – Polen                            | 3 – 3                                        | Kwalificatie WK 2022                         | 83'                                          |                                              |
| 118                                          | 28 maart 2021                                | Polen – Andorra                              | 3 – 0                                        | Kwalificatie WK 2022                         | 30', 55'                                     |                                              |
| 119                                          | 8 juni 2021                                  | Polen – IJsland                              | 2 – 2                                        | Oefenduel                                    |                                              |                                              |
| 120                                          | 14 juni 2021                                 | Polen – Slowakije                            | 1 – 2                                        | EK 2020                                      |                                              |                                              |
| 121                                          | 19 juni 2021                                 | Spanje – Polen                               | 1 – 1                                        | EK 2020                                      | 54'                                          |                                              |
| 122                                          | 23 juni 2021                                 | Zweden – Polen                               | 3 – 2                                        | EK 2020                                      | 61', 84'                                     |                                              |

## Erelijst
Lech Poznań
- Ekstraklasa: 2009/10
- Puchar Polski: 2008/09
- Superpuchar Polski: 2009

 Borussia Dortmund
- Bundesliga: 2010/11, 2011/12
- DFB-Pokal: 2011/12
- DFL-Supercup: 2013

 Bayern München
- FIFA Club World Cup: 2020
- UEFA Champions League: 2019/20
- UEFA Super Cup: 2020
- Bundesliga: 2014/15, 2015/16, 2016/17, 2017/18, 2018/19, 2019/20, 2020/21, 2021/22
- DFB-Pokal: 2015/16, 2018/19, 2019/20
- DFL-Supercup: 2016, 2017, 2018, 2020, 2021

 FC Barcelona
- Primera División: 2022/23, 2024/25
- Copa del Rey: 2024/25
- Supercopa de España: 2022/23, 2024/25

Individueel
- The Best FIFA Men's Player: 2020
- UEFA Men's Player of the Year Award: 2019/20
- FIFA Club World Cup Golden Ball: 2020
- UEFA Champions League Aanvaller van het Seizoen: 2019/20
- IFFHS Topscorer van de Wereld: 2015
- World Soccer Speler van het Jaar: 2020
- FourFourTwo Speler van het Jaar: 2020
- Duits voetballer van het Jaar: 2020, 2021
- VDV Bundesliga Speler van het Seizoen: 2012/13, 2016/17, 2017/18, 2019/20
- Bundesliga Speler van het Seizoen: 2016/17, 2019/20
- Bundesliga Topscorer: 2013/14, 2015/16, 2017/18, 2018/19, 2019/20, 2020/21, 2021/22
- DFB-Pokal Topscorer: 2011/12, 2016/17, 2017/18, 2018/19, 2019/20
- Pools voetballer van het Jaar: 2011, 2012, 2013, 2014, 2015, 2016, 2017, 2019
- Pools sportpersonality van het Jaar: 2015
- Ekstraklasa Beste Speler: 2009
- Ekstraklasa Topscorer: 2009/10
- Pools jeugdspeler van het Jaar: 2008
- I liga Topscorer: 2007/08
- II liga Topscorer: 2006/07
- FIFA Ballon d'Or: vierde plaats in 2015
- WK voetbal Topscorer in de kwalificatie: 2018 (zestien doelpunten)
- EK voetbal Topscorer in de kwalificatie: 2016 (dertien doelpunten)
- UEFA Champions League Topscorer: 2019/20 (vijftien doelpunten)
- UEFA Champions League Meeste Assists: 2019/20 (zes assists)
- UEFA Champions League Elftal van het Seizoen: 2015/16, 2016/17, 2019/20
- UEFA Elftal van het Jaar: 2019
- ESM Elftal van het Jaar: 2019/20
- IFFHS Mannenelftal van de Wereld: 2020
- Bundesliga Elftal van het Seizoen: 2012/13, 2013/14, 2014/15, 2015/16, 2016/17, 2017/18, 2018/19, 2019/20
- VDV Elftal van het Seizoen: 2012/13, 2013/14, 2014/15, 2015/16, 2016/17, 2017/18, 2018/19, 2019/20
- kicker Bundesliga Elftal van het Seizoen: 2013/14, 2015/16, 2017/18, 2018/19, 2019/20
- Bayern München Speler van het Seizoen: 2019/20
- Bundesliga Speler van de Maand: augustus 2019, oktober 2020
- Goal 50: 2019/20
- FIFA FIFPro World11 tweede elftal: 2015, 2017
- FIFA FIFPro World11 derde elftal: 2013, 2016
- FIFA FIFPro World11 vierde elftal: 2014
- FIFA FIFPro World11 vijfde elftal: 2018
- FIFA FIFPro World11 nominee: 2019 (dertiende aanvaller)
- Beste Speler EK-kwalificatie: 2016